# Thomas Kretschmann
 (juillet 2025).
Si vous disposez d'ouvrages ou d'articles de référence ou si vous connaissez des sites web de qualité traitant du thème abordé ici, merci de compléter l'article en donnant les références utiles à sa vérifiabilité et en les liant à la section « Notes et références ».
Thomas Kretschmann [ˈtoːmas ˈkʁɛtʃman], né le 8 septembre 1962 à Dessau en Allemagne de l'Est, est un acteur allemand.
Il est révélé — aux côtés d'Adrien Brody — par son rôle du militaire Wilm Hosenfeld dans le film dramatique Le Pianiste du réalisateur franco-polonais Roman Polanski sorti en 2002. Ce rôle lui ouvre des projets aussi bien dans son pays qu'à l'international. En Allemagne, il fait des apparitions remarquées dans deux téléfilms biographiques. Le premier  Romy dans lequel il incarne Harry Meyen. Le second N'ayez pas peur où il interprète le pape Karol Wojtyla dit Jean-Paul II.
Aux États-Unis, il apparaît dans Avengers : L'Ère d'Ultron ou encore Indiana Jones et le Cadran de la destinée.

## Biographie
Ayant grandi en RDA, Kretschmann est nageur durant sa jeunesse et gagne plusieurs championnats. À l'âge de 19 ans, il s'enfuit de la RDA et se rend en RFA. Après avoir fait une formation à la Drama School Der Kreis à Berlin, il participe à son premier film Der Mitwisser (Le Privé) pour lequel il reçoit une distinction avec le prix Max-Ophüls comme meilleur jeune acteur en 1991.
En 1993, il tient son premier rôle au cinéma en jouant le personnage principal du film Stalingrad. On le voit ensuite dans La Reine Margot de Patrice Chéreau ; en 1996, il interprète un tueur psychopathe dans Le Syndrome de Stendhal, de Dario Argento.
En 2004, il donne la réplique à Bruno Ganz dans La Chute, où il tient le rôle du général SS Hermann Fegelein. Avec Blade 2 (2002), Kretschmann commence une carrière hollywoodienne ; il apparaît ensuite dans Le Pianiste de Roman Polanski (2002), où il tient le rôle de Wilm Hosenfeld, l'officier allemand mélomane qui porte secours au protagoniste dans la dernière partie du film. Il apparaît également dans des films à grand spectacle comme Resident Evil: Apocalypse (2004) et King Kong (2005).
Il interprète en 2007 le rôle d'Adolf Eichmann dans le film Eichmann et, l'année suivante, incarne Otto-Ernst Remer dans Walkyrie.

## Vie privée
Thomas Kretschmann habite à Los Angeles. Il a eu une liaison avec Lena Roklin pendant 12 ans jusqu'en 2009, avec laquelle il a eu trois enfants. Après cela, il a été lié avec Shermine Shahrivar jusqu'à juin 2010. Ses loisirs sont l'équitation et la plongée.[réf. nécessaire]

## Filmographie

### Cinéma
- 1985 : Westler de Wieland Speck : un soldat
- 1992 : Une lueur dans la nuit (Shining Through) de David Seltzer : l'homme à la gare de Zürich
- 1992 : Le Cœur du guerrier (sv) (Krigarens hjärta) de Leidulv Risan (sv) : lieute Zürichnant Maximilian Luedt
- 1992 : Stalingrad de Joseph Vilsmaier : Lieutenant Hans von Witzland
- 1993 : Die Ratte de Klaus Lemke : Sven
- 1993 : engel ohne Flügel de Maria Theresa Wagner : Achim
- 1994 : La Reine Margot de Patrice Chéreau : Nançay
- 1994 : Affären de Jacques Breuer : Andi
- 1995 : Ainsi soient-elles de Patrick Alessandrin et Lisa Azuelos : Franck
- 1996 : Brennendes Herz de Peter Patzak : Gustav Regler plus jeune
- 1996 : Le Syndrome de Stendhal (La sindrome di Stendhal) de Dario Argento : Alfredo Grossi
- 1997 : Coppia omicida de Claudio Fragasso : Domenico
- 1997 : Prince Vaillant d'Anthony Hickox : Thagnar
- 1998 : Mon capitaine, un homme d'honneur (Marciando nel buio) de Massimo Spano (it) : Gianni Tricarico
- 2000 : U-571 de Jonathan Mostow : Capitaine Gunther Wassner, commandant du U-571
- 2001 : I cavalieri che fecero l'impresa de Pupi Avati : Vanni delle Rondini
- 2002 : Blade 2 de Guillermo del Toro : Damaskinos
- 2002 : Le Pianiste (The Pianist) de Roman Polanski : le capitaine Wilm Hosenfeld
- 2004 : U-Boat : Entre les mains de l'ennemi (In Enemy Hands) de Tony Giglio : officier Ludwig Cremer
- 2004 : Karaté Dog (The Karate Dog) de Bob Clark : Gerber
- 2004 : P'tits Génies 2 (Superbabies : Baby geniuses 2) de Bob Clark : Roscoe
- 2004 : Immortel, ad vitam d'Enki Bilal : Nikopol
- 2004 : Resident Evil: Apocalypse d'Alexander Witt : Major Timothy Cain
- 2004 : Nous étions libres (Head in the Clouds) de John Duigan : Frans Bietrich
- 2005 : La Chute (Der Untergang) d'Oliver Hirschbiegel : Hermann Fegelein
- 2005 : King Kong de Peter Jackson :  le capitaine Englehorn
- 2006 : Confession d'un cannibale (Rohtenburg) de Martin Weisz : Oliver
- 2006 : La Prophétie des Andes (The Celestine Prophecy) d'Armand Mastroianni : Will
- 2007 : Eichmann de Robert Young : Adolf Eichmann
- 2007 : Next de Lee Tamahori : Mr. Smith
- 2008 : Transsibérien (Transsiberian) de Brad Anderson : Kolzak
- 2008 : Wanted : Choisis ton destin (Wanted) de Timour Bekmambetov : Cross
- 2009 : Walkyrie de Bryan Singer : Otto-Ernst Remer
- 2009 : Victoria : Les Jeunes Années d'une reine (The Young Victoria) de Jean-Marc Vallée : Léopold Ier de Belgique
- 2011 : Hostel, chapitre III de Scott Spiegel : Flemming
- 2012 : Dracula (Dracula 3D) de Dario Argento : comte Dracula
- 2013 : Open Grave de Gonzalo López-Gallego : Lukas
- 2013 : Stalingrad (Сталинград) de Fiodor Bondartchouk : capitaine Kahn
- 2014 : Captain America : Le Soldat de l'hiver (Captain America : The Winter Soldier) de Anthony et Joe Russo : Baron von Strucker (scène post-générique, non crédité)
- 2014 : Plastic de Julian Gilbey : Marcel
- 2014 : United Passions de Frédéric Auburtin : Horst Dassler
- 2015 : Avengers : L'Ère d'Ultron (Avengers : Age of Ultron) de Joss Whedon : Baron von Strucker
- 2015 : Hitman : Agent 47 d'Aleksander Bach : Le Clerq
- 2015 : Emperor de Lee Tamahori : Jacob Fugger
- 2016 : Whiskey Tango Foxtrot de Glenn Ficarra et John Requa : le passager de l'avion
- 2017 : Stratton de Simon West : Grigory Barovsky
- 2017 : Jungle de Greg McLean : Karl
- 2017 : A Taxi Driver (택시운전사) de Jang Hoon : Jürgen Hinzpeter
- 2018 : Décharnés (Discarnate) de Mario Sorrenti : Andre Mason
- 2018 : Le Vent de la liberté (Ballon) de Michael Herbig : lieutenant-colonel Seidel
- 2018 : Traîné sur le bitume (Dragged Across Concrete) de S. Craig Zahler : Lorentz Vogelmann
- 2020 : Anya (Waiting for Anya) de Ben Cookson : le caporal
- 2021 : American Traitor: The Trial of Axis Sally de Michael Polish : Joseph Goebbels
- 2023 : Infinity Pool de Brandon Cronenberg : détective Thresh
- 2023 : Indiana Jones et le Cadran de la destinée (Indiana Jones and the Dial of Destiny) de James Mangold : le colonel Weber
- 2023 : Gran Turismo de Neill Blomkamp : Patrice Capa, le père de Nicholas
- 2023 : Sentinelle (Last Sentinel) de Tanel Toom : le sergent Hendrichs
- 2024 : American Star de Gonzalo López-Gallego : Thomas

### Télévision
- 1990 : Derrick : Beziehung abgebrochen (relation rompue) : Eberhard Kraus
- 1995 : Derrick : Teestunde mit einer Mörderin? (Trop d'amour) : Roland Ortner
- 1997 : Alerte Cobra (Alarm für Cobra 11 - Die Autobahnpolizei), série télévisée Saison 3, épisode 2 (17 (3-02)) : Robert Michalke
- 1997 : La Princesse et le Pauvre, série télévisée : Migal
- 1999 : Total Recall 2070, série télévisée
- 1999 : V.I.P., série télévisée
- 1999 : Sydney Fox, l'aventurière, série télévisée
- 2002 : 24 Heures chrono, série télévisée
- 2004 : Frankenstein, téléfilm de Marcus Nispel
- 2005 : N'ayez pas peur (en) (Have No Fear: The Life of Pope John Paul II), téléfilm de Jeff Bleckner
- 2008 : In Tranzit, de Tom Roberts
- 2008 : Seawolf - Le loup des mers, téléfilm de Christoph Schrewe
- 2008 : Mogadiscio, téléfilm de Roland Suso Richter
- 2009 : Romy Schneider (Romy) de Torsten C. Fischer
- 2011 : Le Naufrage du Laconia (The Sinking of the Laconia) de Uwe Janson : amiral Dönitz
- 2011 : The Cape Série télévisée Episode 3 (Gregor Molotov)
- 2012 : The River : Cpt. Kurt Brynildson
- 2013 : Dracula (série sur NBC) : Abraham Van Helsing
- 2017 : The Saint de Simon West : Rayt Marius
- 2019 : Projet Blue Book : Wernher von Braun
- 2020 : Westworld, saison 3, épisode 1 : Gerald
- 2020 : Das Boot : Berger
- 2020 : Les Enfants de Windermere (The Windermere Children) de Michael Samuels : Oscar Friedmann

### Jeux vidéo
- 2005 : Peter Jackson's King Kong The Official Game of the Movie (King Kong) : le capitaine Englehorn

## Voix françaises
| - Julien Kramer dans : - Nous étions libres - King Kong - N'ayez pas peur : La Vie de Jean-Paul II (téléfilm) - Mogadiscio (téléfilm) - The River (série télévisée) - Dracula (série télévisée) - Agent 47 - Berlin Station (série télévisée) - Sentinelle - Nicolas Marié dans : - Resident Evil: Apocalypse - The Saint (téléfilm) - Jungle - Westworld (série télévisée) - Bernard Alane dans : - Cars 2 (voix) - Captain America : Le Soldat de l'hiver - Avengers : L'Ère d'Ultron | - Éric Herson-Macarel dans (les séries télévisées) : - The Cape - Penny Dreadful: City of Angels - Julien Dutel dans : - Surclassée - Deliver Us (en) Et aussi - Pierre-François Pistorio dans Stalingrad - Patrice Baudrier dans La mort sur les lèvres - Marc Cassot dans Blade 2 - Axel Kiener dans La Chute - Denis Laustriat dans Victoria : Les Jeunes Années d'une reine - Gabriel Le Doze dans Walkyrie - Boris Rehlinger dans Plastic - Jérôme Frossard dans Stratton - Jean-Marco Montalto dans Décharnés - Antoine Tomé dans Indiana Jones et le Cadran de la destinée - Yann Sundberg dans Gran Turismo |

Au Québec
- Vincent Davy dans Blade 2